# Novi Vinodolski

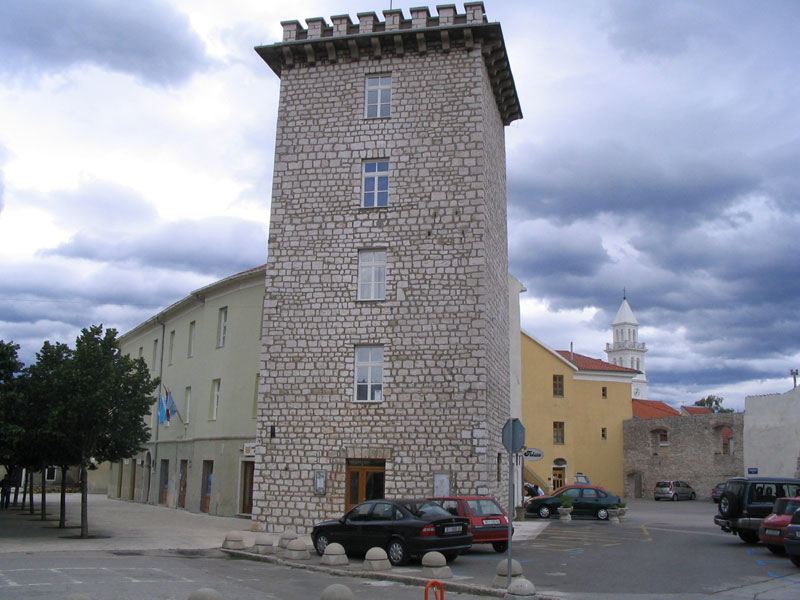
Kaštel

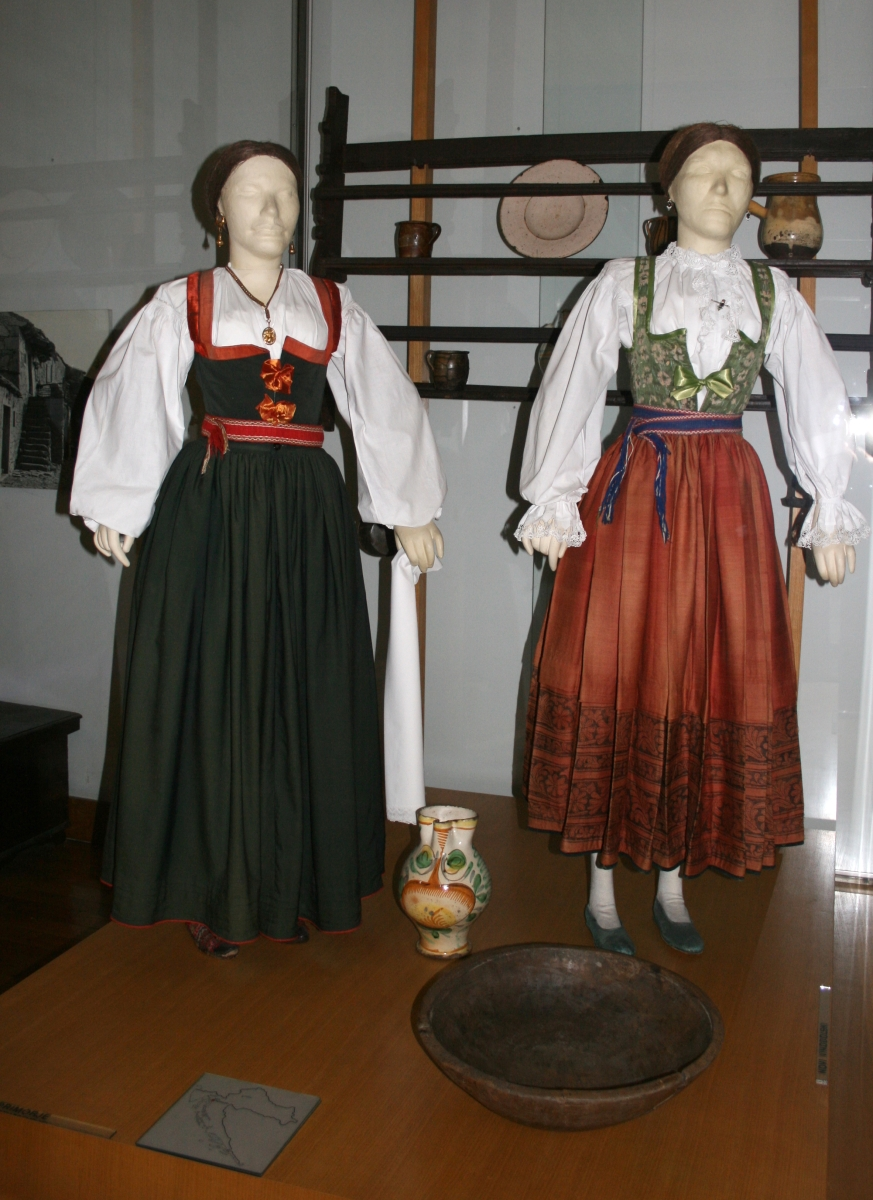
Ukázka místních krojů

Novi Vinodolski (všeobecně také Novi) je město v Chorvatsku v Přímořsko-gorskokotarské župě, na pobřeží Jaderského moře. Podle sčítání z roku 2011 zde žilo 5113 obyvatel.

## Historie
- 1288 první zmínka o obci, sepsán Vinodolski zakon.
- Ve 13. století založen hrad (kaštel).
- 27. srpna 1527 město dobyli a zapálili Turci.
- do 1671 zde vládl rod Frankopanů.
- 1716 postavena kaple sv. Jiří na místním hřbitově.
- 1793 byla založena škola.
- do 1813 byl Novi Vinodolski pod správou rakousko-uherské monarchie.
- 1860 nastal první větší exodus obyvatel, a sice na stavbu Suezského kanálu.
- 1878 postavena první městská pláž.
- 1886 bylo na pobřeží postaveno první veřejné dřevěné koupaliště.
- 1893 první známý údaj o počtu turistů (300).
- 1923 založen fotbalový klub NK Vinodol.

## Památky
- antická věž Lopar
- opevněná věž Kvadrac, součást původního frankopanského hradu
- kostel Sveti Filip i Jakov (sv. Filip a Jakuba)
- Národní muzeum (Narodni muzej)